# Salix famelica
Salix famelica — вид квіткових рослин із родини вербових (Salicaceae).

## Морфологічна характеристика
Це кущ чи дерево, 1.5–7 метрів заввишки. Гілки жовті, жовто-сірі або жовто-бурі, не сизуваті, голі (у вузлах опушені) чи запушені; гілочки жовто-бурі або червоно-бурі, (іноді слабо сизі з блискучими восковими кристалами), зазвичай голі, іноді волосисті, запушені чи помірно густо ворсинчасті. Листки на ніжках 3–27 мм; найбільша листкова пластина видовжена, вузькоеліптична або ланцетоподібна, 28–116 × 10–30 мм; краї плоскі або злегка закручені, пилчасті, неглибоко зубчасті чи дрібнозазубрені; верхівка від загостреної до гострої; абаксіальна (низ) поверхня гола, волосиста чи запушена, середні жилки волосисті; абаксіальна — тьмяна чи злегка блискуча, гола, волосиста чи рідко довго-шовковиста, середні жилки волосисті; молода пластинка червонувата або жовтувато-зелена, гола, волосиста або ворсинчаста абаксіально, волоски білі. Сережки тичинкові квітнуть перед появою листя або безпосередньо перед появою листя, а маточкові — коли з'являється листя; тичинкові 15–44 × 8–14 мм; маточкові 16–74(115 у плоді) × 7–15 мм. Коробочка 5–6 мм.

## Середовище проживання
Канада (Альберта, Манітоба, Північно-Західні території, Онтаріо, Саскачеван); США (Північна Дакота, Колорадо, Вайомінг, Айова, Міссурі, Канзас, Монтана, Міннесота, Небраска, Південна Дакота). Населяє прибережні зарості верболозу на мулистих, піщано-глинистих, щебнистих або валунистих берегах і заплавах, піщаних дюнах, вологих луках, багатих болотах, степних западинах, заростях бальзамічної тополі; 0–2800 метрів.